# Дмитрий Фёдорович (князь воротынский)
Князь Дмитрий Фёдорович Воротынский († после 1496 года) — «верховский» удельный князь из рода Воротынских.
Сын Фёдора Львовича Воротынского и Марии Корибутовны Северской, дочери князя Дмитрия-Корибута Ольгердовича, князя Новгород-Северского.

## Биография
После смерти отца, Воротынское княжество была разделено между его тремя сыновьями: Михаилом, Дмитрием и Семёном. 10 марта 1483 года князь Дмитрий Фёдорович вместе с братом Семёном и племянником Иваном Михайловичем принёс вассальную присягу на верность королю польскому и великому князю литовскому Казимиру Ягеллончику. В марте 1488 года Казимир Ягеллон пожаловал ему в держание город Козельск и владел Воротынском совместно с братом Семёном. Вначале братья Дмитрий и Семён Воротынские, верно служа Великому княжеству Литовскому, совершали разорительные набеги на соседние московские владения. В конце 1488 года отряд князей Воротынских совершил набег на Медынскую волость. Весной 1489 года одиннадцать московских воевод осадили Воротынск. Князья Дмитрий и Семён Воротынские руководили обороной своей столицы. Русские полки не смогли взять Воротынск, но сожгли городской посад и разорили окрестности, захватив в плен много местных жителей.
В декабре 1489 года со своим уделом перешёл из Литвы на службу к великому князю московскому Ивану III Васильевичу (1462—1505). 22 декабря 1489 года Дмитрий Воротынский отправил в Вильно вместе с московским посольством прошение о снятии крестного целования, которым был скреплена вассальная присяга. В 1490 году великий князь литовский Казимир Ягеллон приказал конфисковать у князя Дмитрия Воротынского города Серенск и Бышковичи. Принял активное участие в Русско-литовской войне 1487—1494 годов. Великий князь Литовский, Казимир Ягеллончик, жаловался тогда что Дмитрий Воротынский на московскую службу перешёл с уделом своего брата, князя Семёна, всю казну последнего взял себе, бояр и всех слуг также захватил и насильно заставил служить себе. Кроме того, Дмитрий Фёдорович захватил: городки Серенск и Бышковичи, волости Лычино и Недоходов. В 1492 года князь Семён Фёдорович Воротынский, родной брат, со своим уделом перешёл из Литвы в московское подданство.
В том же 1492 году по распоряжению великого князя московского Ивана III Васильевича князья Дмитрий и Семён Фёдоровичи и Иван Михайлович Воротынские совершили поход против князей Мосальских, сохранявших верность великим князьям литовским. Князья Воротынские захватили и сожгли город Мосальск.
В январе-феврале 1493 года великий князь московский Иван III Васильевич организовал большой поход на пограничные литовские владения. Русская рать, состоящая из пяти полков, под предводительством князя Михаила Ивановича Колышка-Патрикеева, вторглись в литовские территории и захватила города Мезецк, который сдался добровольно, Серпейск и Опаков, были осаждены, взяты штурмом и сожжены. Верховские служилые князья Дмитрий и Семён Фёдоровичи Воротынские со своими дружинами участвовали в походе русской рати.
В феврале 1494 года в Москве был заключен «вечный мир» между Русским государством и Великим княжеством Литовским. Новый великий князь литовский Александр Казимирович (1492—1506), сын и преемник Казимира Ягеллончика, вынужден был признать переход большинства верховских князей, в том числе и Дмитрия Фёдоровича, вместе с их уделами на службу к великому князю московскому Ивану III Васильевичу.
В 1496 году вместе с братом Семёном и племянником Иваном Михайловичем принимал участие в войне со Швецией (1495—1497) и в 1496 году участвовал в походе русского войска против шведов под Выборг.

## Семья
Женат на Анне († после 1511), дочери князя Константина Ивановича Бабич-Друцкого, от брака с которой не имел потомства. После смерти, его треть Воротынска перешла во владение великому князю московскому Ивану III Васильевичу, который завещал её своему сыну Юрию Ивановичу Дмитровскому.
Основал Спасо-Преображенский Воротынский монастырь.